# Avlat
Avlat betecknar, inom romersk-katolska kyrkans försoningslära, efterskänkandet av timliga (jordiska) straff som uppkommit till följd av synd och finns kvar trots att den botfärdige fått avlösningen i bikten och dessutom fullgjort den meddelade botgöringen för begångna synder. Avlat innebär inte syndernas förlåtelse utan den ges genom avlösningen i bikten (botens sakrament).
Trots syndernas förlåtelse anses dock inte synderna därmed vara ogjorda och deras konsekvenser upphävda, även om de i sig är utplånade, utan man räknar med att det återstår att dessa sonas för att kunna nå evigheten hos Gud. Traditionellt talar man om att avlaten ger "efterskänkande av de timliga straffen", vilket bygger på en äldre tankegång där varje synd gav ett visst antal år i skärselden och en avlat kunde minska antalet år för en själv, eller den avlidne person, som man skänkte avlaten.
Avlat kan vinnas genom ett antal olika handlingar, enligt Kyrkans regler. Det kan vara att läsa en viss bön på en speciell av Kyrkan utsedd jubileumsdag, eller att företa en längre pilgrimsvandring. Det krävs även bikt, vissa böner och kommunionsgång för att avlaten skall bli giltig. Man kan aldrig få avlat för synder som man inte redan fått förlåtelse för genom bikt.
Man skiljer på partiell eller fullständig avlat. Den fullständiga, som ger avlat för alla ens synder, är dock i praktiken svår att erhålla eftersom den förutom de av kyrkan bestämda kraven, även kräver fullständig ånger och vilja att aldrig mer begå ens den allra minst synd. (Avlaten är inte något papper man får i handen av en präst, utan har man uppfyllt kraven för den och haft rätt inställning får man den av Gud. Det är dock kyrkan som ger möjligheten genom att "annonsera ut" en avlat enligt vissa premisser.)
Idag torde få personer se det så bokstavligt och matematiskt som skett historiskt. För de flesta katoliker i Sverige idag har vinnandet av avlater nästan helt förlorat sin betydelse, medan det för andra fortfarande känns angeläget, men då vanligtvis som ett sätt att förbättra sin relation med Gud eller hjälpa en avliden anhörig att sona sina syndiga handlingar. Än idag uttrycks emellertid frågor kring avlaten på ett mycket detaljerat och juridiskt sätt av kyrkan och de är ännu kanoniskt giltiga.

## Historia
I den tidiga kristna kyrkan[när?] kunde botgöringen vara mycket hård, till exempel med vallfärder och fastor. Under medeltiden infördes avlaten som ett sätt att lätta på botgöringen. Tanken var att kyrkan som helhet, tack vare Kristi och helgonens goda gärningar, kunde ta på sig botgöringen medan den enskilde endast gjorde något mindre.
Avlaten kunde ursprungligen endast erhållas för enskilda personer under särskilda skäl, men från början av 1000-talet blev det vanligt i Frankrike att biskoparna utfärdade generella avlater till alla som företog en viss vallfärd eller skänkte pengar till ett kyrkobygge. En ny form av avlat infördes då Urban III medgav alla som deltog i Korstågen avlat. Den utsträcktes även till alla som bidrog till att finansiera korstågen. Denna avlat var en så kallad plenaravlat som innebar ett fullständigt efterskänkande av botgöringen. En annan form av plenaravlat var den jubileumsavlat som Bonifatius VIII införde 1300. Under denna tid ansågs av teologer avlaten även kunna underlätta straffet i skärselden, då botgöring ansågs som ett sätt att minska straffet i skärselden och då avlaten ersatte botgöringen ansågs den kunna fylla samma funktion. Den ansågs dock av kyrkan endast verksam i förening med bikt och syndaånger. Distinktionen uppehölls dock inte alltid i praktiken.
En annan särskild form var portiunculaavlaten, en årlig fullkomlig avlat som ursprungligen förvärvades genom besök i Portiunculakapellet i kyrkan Santa Maria degli Angeli i Assisi 2 augusti. Senare utökades portiunculaavlaten till att erhållas vid besök av ett flertal andra kyrkor samma dag.
Att skänka pengar till fromma ändamål var ett sätt att få avlat. Insamlingar sköttes av särskilda avlatspredikanter. Det blev grunden för att man under senmedeltiden började med ren försäljning av avlatsbrev. När den nya Peterskyrkan i Rom skulle byggas tog försäljningen fart inte minst genom dominikanen Johann Tetzels försorg. Mot denna handel reagerade Martin Luther i sina kända teser. Han tog dock inte avstånd från begreppet avlat, bara från avlatshandeln, som enligt honom innebar ett missbruk.
Avlat som efterskänkande av botgöring finns kvar i romersk-katolska kyrkan, men penningavlaten avskaffades redan vid det tridentinska kyrkomötet på 1500-talet. Katolska kyrkan erkänner idag i allmänhet att denna försäljning var ett missbruk, men menar att det trots allt aldrig var tal om att sälja syndernas förlåtelse vilket den reformatoriska propagandan hävdade.
Avlatsväsendet sorterar numera under Congragatio sancti oficii. Den viktigaste formen av nuvarande plenaravlat eller fullständig avlat är jubileumsavlaten. Andra former är personal, lokal eller real avlat. Påven meddelar all avlat och har ensamrätt om att utfärda plenaravlat. Kardinaler och biskopar kan utförda andra typer av avlat i begränsad utsträckning. Övriga präster får meddela avlat efter särskilt bemyndigande.